# Línea 10 (autobuses urbanos de Granada)
La línea 10 fue una línea regular de autobús urbano de la ciudad española de Granada. Es operada por la empresa Transportes Rober.
Realizaba el recorrido comprendido entre la estación de autobuses y el Palacio de los Deportes, a través del eje del Camino de Ronda. Tiene una frecuencia media de 10 a 20 minutos.

## Recorrido
La línea se puso en servicio tras el traslado a Almanjáyar de la estación de autobuses, siendo la principal línea que conectaba la estación con la ciudad hasta la reorganización de las líneas 3 y 33. Recorre por completo el Camino de Ronda para adentrarse en el barrio del Zaidín hasta el Palacio de los Deportes y el estadio Nuevo Los Cármenes.
Con su entrada en servicio se incorporaron los primeros autobuses dobles de tres puertas, que incorporan estanterías para maletas debido a los numerosos usuarios de la estación de autobuses. En la actualidad, debido al mayor uso de la línea 3 para conectar la estación con la ciudad, el uso de los autobuses dobles en la línea es vigente sólo los fines de semana, y además de satisfacer la demanda de viajeros en la estación de autobuses, satisface la demanda de los mercadillos del Zaidín (sábados) y el gran mercadillo de Almanjáyar (domingos), situados en cada una de las cabeceras de la línea, respectivamente. La mayor parte de su recorrido la comparte con el Metropolitano de Granada.